# Pyrausta perrubralis
Pyrausta perrubralis là một loài bướm đêm trong họ Crambidae.